# Cypseloides rothschildi
Il rondone maggiore del Sudamerica o rondone di Rotschild (Cypseloides rothschildi Zimmer, 1945) è un uccello della famiglia degli Apodidi.

## Distribuzione e habitat
Si può trovare in Argentina, Bolivia e Perù.